# Tjow Choon Boon
Tjow Choon Boon (nascido em 3 de junho de 1945) é um ex-ciclista malaio. Representou seu país, Malásia, nos Jogos Olímpicos de Verão de 1964 terminando em 32º nos 100 km contrarrelógio por equipes (estrada).